# Bratříkovice
Bratříkovice (niem. Brättersdorf) – gmina w Czechach, w powiecie Opawa, w kraju morawsko-śląskim. Według danych z dnia 1 stycznia 2012 liczyła 159 mieszkańców.